# Шведа Юрій Романович
Шведа Юрій Романович (* 21 червня 1964, Львів - † 26 лютого 2016, Львів) — український політолог та партолог.

## Біографія

### Навчання
- 1981—1986 — навчався на історичному факультеті Львівського державного університету, який закінчив з відзнакою.
- 1991—1994 — аспірантура при кафедрі політології  філософського факультету Львівського державного університету ім. І.Франка (без відриву від виробництва). Спеціальність: «Політичні інститути та процеси».
- 1996 — захист кандидатської дисертації. Тема дисертаційного дослідження «Формування багатопартійної системи в Україні».
- 2001—2005 — факультет міжнародного права та бізнесу Львівського національного університету. Спеціальність «Міжнародне право».

### Стажування
- 1994 — практика лобізму в США. Програма USAID.
- 1996 — тримісячне стажування в Університеті Квінз (Кінгстон, Канада). Програма «Демократична освіта».
- 1997 — двотижневе стажування в Центрально-Європейському Університеті, Будапешт, Угорщина.
- 1999 — тритижневе навчання в літньому Інституті для викладачів соціальних дисциплін країн СНД, Канзас, США, Програма Трансатлантичного співробітництва.
- 2001 — тримісячне наукове стажування в Центрі Росії та Центрально-Східної Європи Канзаського університету  (США). Програма партнерства між ЛНУ та Канзаським університетом.
- 2005 — тритижневе стажування в університеті Міннесоти (США).
- 2006 — тримісячне стажування в Канзаському університеті (США).

### Викладацька діяльність
- 1986—1991 — Викладач суспільних предметів, голова циклової комісії суспільних дисциплін Львівського поліграфічного технікуму.
- 1991—2016 — асистент, доцент кафедри політології Львівського національного університету імені Івана Франка.
- 2003 — викладач  Національного університету «Києво-Могилянська академія» (за контрактом)
- 2011—2012 — викладач Українського католицького університету (за сумісництвом)

## Громадська діяльність
Референт-консультант народних депутатів України: Ігора Гриніва (1992—1994), Олександра Ємця (1994—1998), Тарас Чорновола (1998—2000), Петра Димінського (з 2002 по 2004).

Голова Секретаріату виборчого об'єднання «Нова Хвиля» (1994).

Голова ініціативного комітету та голова Львівської обласної організації Партії «Реформи та Порядок» (1994—1999).

Координатор обласного виборчого штабу партії «ЕКО+25 %» (2007).

Довірена особа кандидата у Президенти України Сергія Тігіпка (в/о 120).

Генеральний директор Фонду «Україна-Європа».

Член правління Всеукраїнської асоціації політичних наук.

Експерт Центру політичних досліджень ЛНУ ім. І. Франка.